# Victoria Smurfit
Victoria Smurfit (Dublín, 31 de marzo de 1974) es una actriz irlandesa.

## Biografía
Victoria Smurfit pertenece a una de las familias más ricas de Irlanda. La familia, liderada por el tío de Victoria, Michael Smurfit, es auspiciadora de un gran número de acontecimientos deportivos incluyendo el Smurfit European Open y la Champion Hurdle. La familia es además asociada con la Smurfit Business School al University College Dublin (UCD). Fue educada en dos escuelas anglicanas.

## Filmografía
| Año           | Título                   | Papel                | Notas                       |
| ------------- | ------------------------ | -------------------- | --------------------------- |
| 1997          | Ivanhoe                  | Rowena               | Serie de televisión         |
| 1998          | Berkeley Square          | Hannah Randall       | Serie de televisión         |
| 1998          | Ballykissangel           | Orla O'Connell       | 2 temporadas                |
| 2000          | The Wedding Tackle       | Clodagh              |                             |
| 2000          | The Beach                | Weather girl         |                             |
| 2000          | North Square             | Dr. Helen Ferryhough | 10 episodios                |
| 2000          | Cold Feet                | Jane Fitzpatrick     | Papel recurrente            |
| 2002          | About a Boy              | Suzie                |                             |
| 2003          | Bulletproof Monk         | Muñeca               |                             |
| 2003          | Trial & Retribution      | Roisin Connor        | 2003–2009                   |
| 2006          | The Shell Seekers        | Olivia Keeling       | Miniserie                   |
| 2009          | The Clinic               | Dr. Edel Swift       |                             |
| 2011          | Agatha Christie's Marple | Ella Blunt           | 1 episodio                  |
| 2013          | Dracula                  | Lady Jayne Wetherby  | Serie de televisión         |
| 2014          | El Mentalista            | Monica Giraldi       | Serie de televisión         |
| 2014–presente | Once Upon a Time         | Cruella de Vil       | Papel recurrente, 2014-2015 |